# Arbrå Lantbruksmaskiner AB

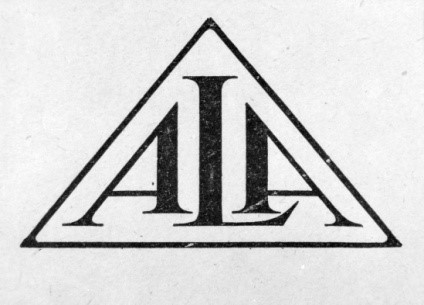
Arbrå Lantbruksmaskiner, Logotype 1918

Arbrå Lantbruksmaskiner AB var en mekanisk verkstadsindustri i Arbrå som verkade under detta namn från 4 april 1918 till 20 maj 1922. Företaget som tillverkade lantbruksmaskiner samt maskiner för sågverksindustrin, hade sitt ursprung i AB Olsson & Fahlin (1901–1918).        

## Historik

### Verksamhet 1918

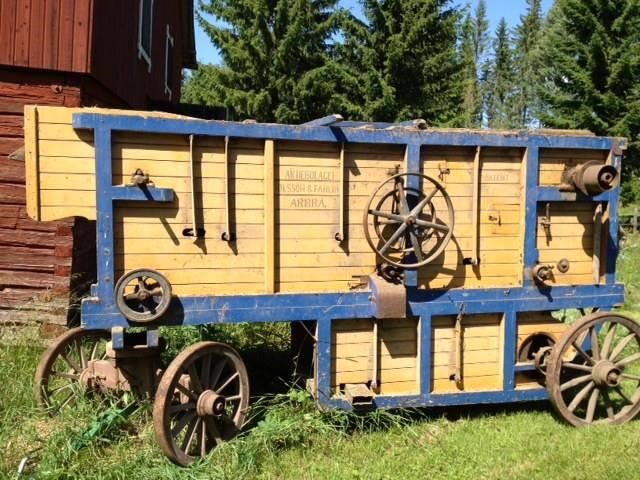
Arbrå Lantbruksmaskiner, Tröskverk 1920

Vid bolagsstämman 9 februari 1918 utsågs ny styrelse och till ny disponent utsågs O Rolinder. Produktionen fortsatte som tidigare och vid Adolf Ungers industriaktiebolags auktion efter konkursen den 30 november 1918 inropades följande fastigheter: Spannmålsmagasinet med tomt på 544 kvm, Kakelkasernen nr 1 med en tomt på 1125 kvm och 6 stycken bostadslägenheter. Rättarebostaden med en lägenhet och tomt på 3300. Kasern nr 1 ”Rikeskasern med fyra lägenheter. Förutom dessa inropade fastigheter, reparerades 1918–1919 Heden nr 2 ”Rodins bageri”. Magasinet ”VK” tillbyggdes mot söder i tre våningar. I bottenvåningen inrymdes en virkestork, i andra och tredje våningarna förrådslokaler. En brandmur 14,5 m bred och i tre våningar murades upp. Den räddade byggnaden vid branden 1939. I fabriksfastighetens vindsvåning med en golvyta på 600 kvm inreddes så småningom modellverkstad och tillverkning av tunnplåtsarbeten för tröskverk. Arbetarna erhöll en gratifikation till julen 1918. Det beslutades 19 december 1918 att i likhet med Nya Förenade Elektriska AB, utdela 10:- per familjeförsörjare.

### Verksamhet 1919
Den 5 december 1919 beslöt styrelsen att bolaget skulle deltaga i Norrlandsmässan i Sundsvall 21–27 juli 1920 med följande maskiner: tröskverk, gödselspridare, kapsåg, klyvmaskin, takspånshyvel, kornskalningsmaskin och stubbrytare. I enlighet med tidigare beslut skall bolaget även deltaga i Lantbruksveckan 8–11 juli med samma maskiner. Veckan ingick i Östersunds ”100-årsjubileumsutställning”. 5 december beslöts också att Disponent Rolinder skulle få bebo Heden nr 2 ”Rodins bageri” hyresfritt.

### Verksamhet 1920
1920 började tiderna förändras, bolagets förlust blev 13 405. Orsaken till årets förlust ansågs bero på den depression som efter världskriget gick över landet. Den 30 mars 1920 beslutade styrelsen att Disponent Rolinder skulle undersöka möjligheten att åstadkomma en gemensam tvättstuga vid älven för samtliga fabriksarbetare. Under året byggdes en ny ångskorsten, ny brännugn för hjultillverkning samt en ny mur i smedjan. Styrelsen beslöt den 15 maj 1920 enhälligt att öka aktiekapitalet till 180 000. Styrelsen Beslutade den 20 december 1920, att arbetet skulle fortgå i full utsträckning till 1 februari 1921. Lagret av gödselspridare var nu 215 stycken vilket band mycket kapital. Det beslöts också att höra med Söderberg och Haak om de ville köpa ett större parti av spridarna.

### Verksamhet 1921
År 1921 blev ännu sämre, verksamheten låg nere i elva månader och endast en mindre del av det stora lagret kunde realiseras. Antalet anställda var trettiotre personer. Den 2 februari 1921 beslöt styrelsen att arbetet från och med 4 februari skulle bli fyra dagar i veckan samt att driften skulle inställas helt 17 februari. Tjänstemännens löner skulle sänkas med 20% från och med 1 april, dock icke styrelsens och disponentens. Årets förlust var 62 163. Man sökte efter nya tillverkningsobjekt. Den 20 december 1921 skrevs avtal med ingenjörsfirma Alfred Jonsson i Söderhamn och nya produkter tillkom, nämligen maskiner för uppfordring, transport och kapning av sågtimmer och pappersved, samt rem- och stålband, kätting, transportörer och elevatorer.

### Verksamhet 1922
Styrelsen beslutade 24 mars 1922 att anställa ingenjör Alfred Jonsson som disponent med en lön av 7 000 kronor per år samt fri bostad. 20 maj beslutade styrelsen att ändra namnet till Arbrå Verkstads AB vilket framlades för ordinarie bolagsstämma 20 maj 1922. 